# Yesterday (film 2004)
Yesterday è un film del 2004 diretto da Darrell Roodt. Fu candidato all'Oscar al miglior film straniero.

## Trama
Yesterday, una madre Zulu che vive con la figlia di sette anni, Beauty, a Rooihoek, un villaggio rurale nello Zululand, in Sudafrica, trascorre le sue giornate a lavorare nei campi, a prendere l'acqua e a gestire le faccende domestiche, mentre si prende cura della figlia. Crea un legame con la nuova insegnante del villaggio.
Alle prese con una tosse persistente e debolezza, Yesterday fa un lungo viaggio verso la clinica locale con Beauty, solo per essere respinta senza vedere un medico. Quando crolla a casa, Beauty chiede aiuto all'insegnante, che consiglia a Yesterday di tornare alla clinica. Con il supporto dell'insegnante, Yesterday raggiunge la clinica la mattina presto del giorno dopo.
Alla clinica, il medico chiede a Yesterday il nome, datole dal padre che credeva in tempi migliori passati. La donna scopre di avere l'AIDS, probabilmente contratto dal marito che lavorava in una miniera. Devastata, Yesterday decide di informare il marito, ma nel farlo subisce violenza. Continua a prendersi cura della famiglia, supportata dal suo amico insegnante.
Mesi dopo, John torna a casa, anche lui malato. Si scusa per le sue azioni precedenti, rivelando il suo licenziamento dalla miniera a causa della sua malattia. Gli abitanti del villaggio lo emarginano, spingendo Yesterday a costruire un ospedale improvvisato su una collina vicina. Nonostante gli sforzi, John muore.
Yesterday sposta la sua attenzione sulla preparazione di Beauty per la scuola, i suoi sogni di istruzione non realizzati. Giura di vivere abbastanza per vedere Beauty andare a scuola. Quando viene informata della sua salute resiliente, Yesterday attribuisce ciò alla sua mentalità. Il film termina con Yesterday che guarda il primo giorno di scuola di Beauty.